# Конфессиональная политика Российской империи в годы Первой мировой войны
С началом Первой мировой войны религиозные и патриотическое настроения в обществе заметно возросли. Многие видели в войне суд Божий за грехи народа. Однако уже к 1916 году эти настроения резко изменились. В Синод шли тревожные докладные из епархий об упадке веры в народе, о всё более усиленной агитации под лозунгом «Нет Бога, долой Церковь!». На церковном Соборе в 1917 году один из депутатов сказал:

«Мы говорим, что за нами 100 миллионов православных, а может быть их только 10 миллионов».

## Изменения в управлении Российской Православной Церкви
В предшествовавшие войне годы русское военное духовенство работало без чёткого плана. Епархиальное начальство без должного внимания относилась к выбору священников, посылаемых в армию. Во время Русско-Японской войны в частях оказалось много слабо подготовленных к служению в военное время священнослужителей. Каждый работал сам по себе, по своему усмотрению. Деятельность свою священники на театре военных действий сводили к совершению молебнов, панихид, литургий, отпеванию умерших, напутствованию больных и умирающих.
На Великую войну православные священники выехали со строго разработанной и одобренной в 1914 году представителями военного духовенства от всех военных кругов и от флота инструкцией.
Значение инструкции было колоссально. Во-первых, она вводила в точный курс работы и круг обязанностей каждого прибывающего на театр военных действий священника. Это в особенности важно было для вновь мобилизованных, совершенно незнакомых с условиями и требованиями военной службы. А их было огромное большинство. В мирное время в ведомстве протопресвитера состояло 730 священников, во время войны — свыше 5000 человек. Инструкция точно разъясняла каждому священнику, где он должен находиться, что он должен делать во время боя и в спокойное время, где и как он должен совершать богослужение, о чём и как проповедовать.
Полковому и бригадно-артиллерийскому священникам было указано, что их место во время боя — передовой перевязочный пункт, где обычно скопляются раненые, а ни в коем случае не тыл. Но и к этому пункту священник не должен быть привязан: он должен был пойти и вперёд — в окопы и даже за окопы, если этого потребует дело.
Строевому священнику вменялось в обязанности — помогать врачам, заведовать уборкой с поля боя раненых и убитых, заботиться о поддержании в порядке воинских могил и кладбищ, извещать возможно обстоятельнее родственников погибших, развивать библиотеки. Госпитальному священнику вменялось в обязанность — возможно чаще совершать богослужения для больных, ежедневно обходить палаты, беседовать и утешать больных, писать письма от больных на родину.
В инструкции были указания о попечительном отношении к инославным и иноверным воинским чинам, о принятии мер к недопущению распространения в войсках брошюр и листков, оскорбительных для иных последователей веры.
Организация управления военным и морским духовенством перед Первой мировой войной была несовершенна. Во главе ведомства стоял протопресвитер. При нём находилось Духовное правление. В 1912 году протопресвитеру был назначен помощник. Посредниками между протопресвитером и подчинённым ему духовенством были дивизионные и местных церквей благочинные священники. Их было менее 100, и они были разбросаны по всей стране. Возможностей общения у протопресвитера с ними не было.
Эти недостатки постепенно ликвидировались целым рядом положений и инструкций, что открывало возможность лучшей организации управления военным духовенством. Так, например, Положение утверждало:
1. главных священников фронта, каждый из которых, находясь в полном подчинении протопресвитеру, должен был объединять деятельность духовенства данного фронта.
2. священников при штабах армий, совершавших только богослужения при штабе армии.

Но и такая конструкция управления оказалась несовершенной. Дополнение сделал сам Государь, при сформировании штаба Верховного Главнокомандующего, повелевший на время войны находиться при этом штабе протопресвитеру. Дальнейшие дополнения были сделаны протопресвитером.
Были учреждены должности:
1. гарнизонных благочинных в пунктах, где имелось несколько священников.
2. благочинных запасных госпиталей, каковые должности были возложены на священников при штабах армии.

В 1916 году, с высочайшего утверждения, были учреждены особые должности армейских проповедников, по одному на каждую армию. Главным священникам фронтов было предоставлено право пользоваться священниками при штабах армий, как своими помощниками по наблюдению за деятельностью духовенства. В конце 1916 года высочайшим повелением были учреждены должности главных священников Балтийского и Черноморского флотов.

## Роль Российской Православной Церкви в годы Первой мировой войны
Официально к 1914 году в Российской империи было 117 миллионов православных христиан, которые проживали в 67 епархиях, более 50 тысяч священников и диаконов, которые служили в 48 тысячах приходских храмов. В ведении церкви находилось 35 тысяч начальных школ и 58 семинарий, а также больше тысячи действующих монастырей с почти 95 тысячами монашествующих. Даже эти статистические данные говорят о том, что роль Российской Православной Церкви в годы Первой мировой войны была обширна.
Церковь играла особую роль в поддержании морального духа всего общества. С началом войны своеобразную окраску получило общественное богослужение. С особой силой повсюду зазвучала церковная проповедь, причём проповедь шла не только устная, но и печатным словом. В армию и госпитали отправлялись Евангелия, молитвословы, миллионы листков и брошюр религиозно-нравственного содержания. Были случаи, когда отдельные лица жертвовали для госпиталей целые библиотеки.
Интересна телеграмма главнокомандующего армиями Юго-Западного фронта генерал-адъютанта Н. И. Иванова митрополиту Московскому и Коломенскому Макарию:

Мои подчинённые и лично я благодарим вас сердечно, Владыка, и духовенство Московской епархии за молитвы о ниспослании нам помощи Божьей, за благословение иконою Святого Николая Чудотворца и за подарки для наших воинов в Галиции.
Просим и впредь святых молитв ваших и всего подведомственного вам духовенства о даровании нам победы над жестоким исконным врагом русского народа и о том, чтобы милосердный Бог не допустил из-за наших ошибок и недостатков пострадать тому великому делу, к которому он ныне нас призвал.
От души желаю вам, Владыка, и духовенству утешения в трудах на благо паствы и отрады видеть добрые плоды всех забот, трудов и самоотверженных жертв, которые несут все верные подданные нашего царя с ним самим во главе.
Как отмечали газеты, и в том числе орган российского Александра Невского братства трезвости журнал «Родная жизнь», война заставила вернуться к «верному незыблемому единственному исконному утешению своему — родной Православной Церкви. Великие потрясения, вызванные войной, разбудили душу народа».
Не только молитвами, но и личным участием священников в сражениях поднимался боевой дух воинов.
За время войны в действующей армии, исполняя свой долг, побывало более 5 тысяч священников. Не обязанные находиться во время боёв на передовых позициях, полковые священники по собственному пастырскому влечению стремились часто быть во время боя на поле сражения. Они личным примером своего бесстрашия старались вдохновлять воинов, своим участием согревали их души, будили совесть, предохраняли солдат от ожесточения и озверения. Помимо непосредственных своих священнических обязанностей, они помогали врачебному персоналу перевязывать раненых, руководили отправкой последних на перевязочные пункты, напутствовали умирающих и вместе с санитарами хоронили и собирали убитых.
Вот несколько примеров.
Священник артиллерийской бригады, отец Константин, находившийся на командном пункте дивизиона, узнав о повреждении телефонной линии, под ружейным и артиллерийским огнём неприятеля направился по линии провода для исправления повреждения. Ободренный его примером телефонист последовал за священником, и благодаря им связь была восстановлена.
Совсем другим был подвиг иеромонаха Н., священника одного из второочередных полков. В один из воскресных дней 1915 года на Галицийском фронте, вблизи боевой линии в брошенной униатской церкви, он совершал литургию. Церковь была переполнена. В храме совершалась бескровная жертва, а вблизи шёл бой. Беспрерывно громыхали орудия. Литургия приближалась к концу — пели «Тебе поем». Священник читал молитвы. Вдруг снаряд попадает в церковь. Иеромонах спокойно прервал чтение молитв. «Будь ты проклята, окаянная!»— громко произнёс он и при этом перекрестил бомбу, начав после этого спокойно читать прерванные молитвы. Снаряд не разорвался, а молящиеся, видя спокойствие священника, остались на местах. После службы снаряд вынесли из церкви. Узнав об этом, Государь наградил мужественного священника наперсным крестом на Георгиевский крест.
На фронте вместе со священниками служили и архиереи.
Верховный Главнокомандующий, князь Николай Николаевич, в 1915 г. в присутствии своего штаба сказал: «Мы в ноги должны поклониться военному духовенству за его великую работу в армии».
Посильную помощь оказывали по уходу за ранеными открытые лазареты — ещё одна страница жизни Православной Церкви в годы Первой мировой войны. Там, где не было такой возможности, учреждались койки в лазаретах Красного Креста.
Почти в каждом приходе были учреждены Приходские Попечительные Советы для помощи семьям лиц, призванных в армию. Приходские Советы собирали и раздавали деньги, продукты, вещи, зерно, доставляли дрова, уголь, чинили разрушенные постройки. Особенно ценной была организация помощи по уборке и засеву полей, семьям, чьи кормильцы были на фронте. Кроме того, для детей таких семей Совет устраивал временные детские приюты и ясли.
Священство участвовало также в помощи семьям солдат, умерших на фронте, в поисках беженцев, писало письма солдат семьям, выдавало справки, составляла списки нуждающимся. Священникам помогали и их жёны — матушки.
Всестороннюю помощь оказывали не только приходские священники, но и монастыри. Так, например, монашествующие сёстры, как правило, обслуживали местные лазареты. Монастыри давали место беженцам, отводили помещения на нужды войск, устраивали лазареты. Они оказывали и посыльную материальную помощь армии.
Не остались в стороне и учащиеся духовных учебных заведений. Они производили между собой маленькие сборы и отсылали подарки на фронт, старшие посещали лазареты для чтения и пения. Семинаристы нередко исполняли роль санитаров. Воспитанницы женских училищ шили бельё и готовили разного рода вещи. В одном епархиальном училище воспитанницы собрали все имеющиеся драгоценности и на вырученные деньги купили подарки воинам.

## Конфессиональная политика в Восточной Галиции
Начиная с момента вступления русских войск на территорию Австро-Венгрии, власти прекрасно осознавали, что, ставя перед собой задачу присоединения Восточной Галиции к Российской империи, невозможно игнорировать религиозный вопрос. На территории Восточной Галиции проводилась активная политика, направленная на воссоединение галицийских униатов с православными. Согласие униатского духовенства на переход в православие решило бы проблему. С отъездом значительной части австро-венгерских чиновников вглубь империи, униатские епископы во главе с митрополитом Андреем Шептицким фактически олицетворяли собой не только церковную, но и политическую власть в крае. Осенью 1914 года в Галицию была направлена комиссия МВД. В её задачи входило изучение вероисповедной ситуации в крае и выяснений настроений униатского епископата. Члены комиссии пришли к выводу, что часть униатских епископов готова сохранить лояльность по отношению к русской власти, но в отношении возможного перехода к православию единодушно занимает отрицательную позицию, что отчётливо проявлялось в их проповедях. В сентябре 1914 года митрополит Андрей Шептицкий был заключён под домашний арест, а затем выслан в центральную Россию. В мае 1917 он был освобождён из-за Февральской революции. События, связанные с арестом митрополита, показали, что расчёт на массовый переход в православие не оправдан. Представители Ставки обращали внимание правительства на то, что основной чертой политики на данной территории должна быть веротерпимость. Начальник Главного штаба Н. Н. Янушкевич заявил об этом в своём запросе в Совет министров.
Выработка программы конфессиональной политики в Восточной Галиции была сосредоточена в руках обер-прокурора В. К. Саблера. По решению Святейшего Синода в Галицию был направлен архиепископ Евлогий. Вместе с ним поехали его сподвижники, в основном монахи Почаевской лавры.
Как бы для неуспеха в работе, их поставили в самое несносное положение, выплачивая время от времени 10-15 рублей. Сумма была незначительной, поэтому они жили в основном подаяниями.
Архиепископа Евлогия встречали очень торжественно. К моменту прибытия архиепископа в Галицию, 3 прихода приграничного Бродского уезда были присоединены к православной церкви.
Архиепископ Евлогий по согласованию со Святейшим синодом разработал программу деятельности в Галиции. Предполагалось введение должности благочинного, чтобы организовать работу священников на местах, приезд в Галицию священников для удовлетворения потребностей новых православных приходов, создание миссионерской библиотеки, снабжение храмов богослужебными книгами, утварью. Однако осуществление программы было невозможно. Архиепископу Евлогию 13 сентября была передана копия телеграммы Н. Н. Янушкевича на имя генерал-губернатора Г. А. Бобринского, в которой говорилось о том, чтобы «не было допускаемо никаких мер к обращению униатов в православие, исключая совершенно добровольного желания отдельных лиц, самостоятельно ими выраженного».
Это указание через два дня подтвердил лично император Николай II. Фактически уже в первой половине сентября 1914 года архиепископ Евлогий оказался лишён какой-либо возможности действовать самостоятельно и реализовывать намеченную Св. Синодом программу. Любая миссионерская работа могла быть расценена как мера к обращению униатов в православие.
Сразу после получения архиепископом Евлогием упомянутой телеграммы, к нему приехали по поручению генерал-губернатора Г. А. Бобринского два члена Государственной Думы — В. А. Бобринский и Д. Н. Чихачёв. В. А. Бобринский представил архиепископу составленный им проект общей программы по устройству православной церкви в Галиции.
Программа мероприятий в отношении униатов и униатского духовенства разрабатывалась националистически настроенными деятелями, как в Галиции, так и в Петрограде. На заседании Петроградского отделения Галицко-русского общества 14 сентября 1914 года была принята подробная резолюция по религиозному вопросу в Галиции. Рекомендовалось строжайшее соблюдение принципа добровольности при переходе из униатства в православие с сохранением для воссоединившихся всей местной церковной обрядности.
Но наряду с этим предлагалось:
1. отрешить от должности грекокатолических епископов, стремящихся к латинизации восточного обряда;
2. пресекать всякую агитацию против православия;
3. изгонять униатских священников из сёл, которые целиком перейдут в православие.

В октябре Галицко-русское общество приняло ещё более радикальную резолюцию, где помимо ранее высказанных предложений, были следующие пожелания:
1. униатские храмы, где большая половина жителей воссоединилась с православием, должны быть переданы православным;
2. Упразднение ордена иезуитов, существующего в Галиции, воспрещённого в Российской империи.

Среди предлагавшихся Галицко-русским обществом мероприятий особенно примечателен пункт о фактической высылке униатских священников. Пункт о постепенной замене униатского духовенства стал своеобразным центром вероисповедной программы националистов. Все они сходились на том, что местное население малограмотно, достаточно плохо понимает суть различий между униатской и православной церковью, поэтому наиболее удобный и бесконфликтный путь присоединения униатов к православию, это не долгая миссионерская деятельность, а активная замена местного униатского духовенства православным.
Также В. А. Бобринский предлагал русским властям сделать следующие распоряжения:
1. разрешить православным священникам служить на своих антиминсах в пустующих униатских церквах, не принуждая крестьян ходить в церковь;
2. разрешить этим же священникам совершать требы, не требуя формального отречения народа от унии;
3. разрешать униатским священникам добровольно принимать православие;
4. предложить всем православным священникам придерживаться местной обрядности в той мере, в какой её придерживали униатские священники-русофилы.

Предложения В. А. Бобринского были первоначально одобрены протопресвитером военного и морского духовенства Щавельским, а затем Верховным Главнокомандующим великим князем Николаем Николаевичем. Архиепископ Евлогий согласился с предложениями, потому что они ослабляли силу тех указаний, которые были указаны в той телеграмме.
Центральным пунктом программы Бобринского была задача вытеснения униатского духовенства из приходов под разными предлогами и замена их православными священниками. Но было решено ввести формальный порядок в дело замены униатского духовенства православным. Уже 26 сентября 1914 года был опубликован циркуляр военного генерал-губернатора Галиции Г. А. Бобринского, где наряду с предложением строго соблюдать полную веротерпимость, говорилось о том, что приезд православного священника в село возможен только тогда, когда об этом будут просить ¾ населения.
При этом в циркуляре была сделана любопытная оговорка: запрещалось допускать обратно в сёла священнослужителей, выехавших при появлении русских войск. Поэтому циркуляр 26 сентября имел двойственное значение: генерал-губернатор, с одной стороны, отстаивал принципы веротерпимости, с другой, налагал ограничения на деятельность священников-униатов.
Св. Синод относился к действиям генерал-губернатора критически. Во-первых, недовольство вызвал сам факт регламентации деятельности православного духовенства в Галиции без согласования со Св. Синодом. Во-вторых, указание циркуляра 26 сентября о порядке совершения богослужения в униатских храмах православными священниками тоже было расценено как непозволительное вмешательство в компетенцию Св. Синода.
Благодаря работе МВД и некоторой стабилизации ситуации в Восточной Галиции, местные власти внесли некоторые коррективы в порядок взаимоотношений униатского и православного духовенства. 20 ноября 1914 года генерал-губернатор Г. А. Бобринский издал новый циркуляр губернаторам Галиции, в котором были изменены условия приезда православных священников в униатские сельские приходы. В циркуляре говорилось, что в тех сёлах, где униатский священник бежал, и большинство населения просит о присылке православного священника, то такого присылать незамедлительно и предоставлять ему полное пользование униатской церковью. Примечательно, что теперь сохранение униатской обрядности при богослужении не являлось важным. Циркуляром запрещалось занимать униатские храмы, если в селе остался униатский священник, который не желает поочерёдно служить с православным, даже если ¾ населения просили о присылке православного священника. Передача храма православному священнику признавалась возможной только в том случае, если униатский храм пустовал в течение одного месяца.
Благодаря этому циркуляру, православное духовенство расширило свою деятельность в Галиции. К концу декабря 1914 года в Галиции образовано 50 православных приходов. В связи с этим архиепископ Евлогий обратился в Совет министров с ходатайством об организации финансирования православного духовенства из казны, мотивируя это крайним обнищанием крестьянского населения Галиции. Ходатайство архиепископа было удовлетворено.
25 января 1915 года генерал-губернатор Г. А. Бобринский издал новый циркуляр «По церковно-религиозному вопросу», которым разрешалось присылать в приходы, где нет постоянного униатского священника, православного, даже если об этом просит меньшинство населения. при этом оговаривалось, что назначенный православный священник должен предоставить право оставшемуся униатскому священнику возможность совершать богослужения в храме и пользоваться церковной утварью. Для этого по взаимному согласию священников устанавливалась очередь. Также в циркуляре говорилось, что если униатский священник переходит в православие, то он остаётся в своём приходе, если нет жалоб со стороны населения.
Г. А. Бобринский вводил следующий порядок назначения духовенства в приходы: в случае просьбы населения о присылке православного священника местный православный епископ должен подобрать кандидата, сообщив об этом генерал-губернатору. Генерал-губернатор в свою очередь делал распоряжения о допущении православного священника в приход. Контроль генерал-губернатора устанавливался также за назначениями духовенства в униатские и католические приходы. Новые назначения делались соответствующей духовной властью с последующим утверждением генерал-губернатором.
Циркуляр, который казалось бы сохранял принцип веротерпимости, в силу непродуманности ряда пунктов, принятых, видимо в спешке, оставил возможность особо ретивым местным администраторам толковать его по-своему. Особенно это касалось пункта об оставлении униатского священника в своём приходе в случае перехода в православие. Многие местные чиновники, не глядя на другие пункты циркуляра, восприняли его как требование всем униатским священникам принимать православие или же покидать свои приходы. В результате, где священники-униаты продолжали служение, им предлагали принять православие.
В феврале 1915 года дополнительным циркуляром генерал-губернатора от 28 февраля была упрощена процедура назначения православных священников в приходы. Теперь прихожане, выразившие желание иметь православного священника, обращались к высокопреосвященному Евлогию, затем к начальнику уезда, который был обязан в 7-дневный срок провести баллотировку среди прихожан и на основании её результатов решить вопрос о правомерности назначения православного священника.
За 9 месяцев управления русскими властями территорией Восточной Галиции по данным канцелярии военного генерал-губернатора по разрешению Г. А. Бобринского было назначено в приходы 86 православных священников. Из них 35 по ходатайствам прихожан и 51 по удостоверениям архиепископа Евлогия. Эти данные отличались от данных канцелярии архиепископа Евлогия, согласно которым к 4 апреля 1915 года в Восточной Галиции находилось 113 священников.
Деятельность православного духовенства в униатских приходах затруднялась целым рядом обстоятельств. Во-первых, практика пастырской работы униатского приходского духовенства существенно отличалась от того, что было принято в православных приходах. Православные священники, приехавшие в Галицию, не были достаточно осведомлены о традициях униатских приходов, политической и национальной жизни края. Во-вторых, православные священники находились в тяжёлом материальном положении.
Бурная реакция на вероисповедную политику российских властей в Галиции в Российской империи заставила искать виновников происходящего. В руководстве Галицкого генерал-губернаторства, в Ставке, среди местной интеллигенции к весне 1915 года сложилось твёрдое убеждение в том, что бурное и не всегда добровольное обращение униатов в православие — результат торопливой деятельности российского духовного ведомства и лично архиепископа Евлогия.
Как известно, обращение униатов в православных было связано с работой местной администрации. Качество присылаемых в Галицию местных чиновников оставляло желать лучшего. Большинство из них отличалось выраженной склонностью к поборам. Нередко переход в православие или не переход в масштабе отдельного села был связан с тем, какая именно сторона — униаты или православные — оказывалась в состоянии больше заплатить уездному начальнику.
После прибытия императора в Галицию архиепископ Евлогий был удалён из Галиции с почётом. Вскоре после этого началось наступление немцев, закончившееся отступлением российских войск из Галиции. Все воссоединители бежали. Бежало много воссоединённых. Оставшиеся на месте погибли от виселиц и от расстрелов. Огромный процент составляли воссоединённые.

## Российские мусульмане в условиях Первой мировой войны
Первая мировая война поставила российских мусульман в сложное положение. Шейх-уль-ислам Османской империи призвал мусульман стран Антанты (в том числе и России) объявить «священную войну» своим правительствам. Турецкий султан имел титул халифа — главы всех мусульман-суннитов. В 1914—1917 годах между Россией и Османской империей шли боевые действия на Кавказском фронте.
В этих условиях имели место случаи поддержки частью российских мусульман турок. Бои на Кавказском фронте
в конце 1914 — начале 1915 годов сопровождались гражданской войной между армянами-христианами и мусульманами. Медицинский брат османской армии Али Риза Ети, принимавший участие в этих боевых действиях, описал в дневнике жестокость восставших армян в отношении мусульман: оскверненные мечети, разорванные Кораны. Не меньшую жестокость проявляли и турки, которые не доверяли своим мобилизованным солдатам-армянам. Часты были случаи убийств солдат-армян в турецких частях в конце 1914—1915 года. Сарыкамышское сражение привело к разгрому турецких сил. Затем русские войска перешли в наступление и в феврале — апреле 1915 года очистили от турок и повстанцев все ранее занятые ими территории российского Закавказья. После этого вплоть до 1918 года линия Кавказского фронта проходила за пределами Российской империи. Остальные мусульманские территории Российской империи располагались далеко от линий фронтов и не подвергались оккупации до 1918 года. Сарыкамышское поражение сыграло решающую роль в провале призывов к джихаду среди кавказских мусульман Российской империи. Историк Юджин Роган так оценил значение Сарыкамышского сражения:

Последствия Сарыкамышской кампании Османская империя ощущала до самого конца войны. Без боеспособной армии в Восточной Анатолии она уже не могла защищать свою территорию от посягательств России. Это поражение привело к обострению напряженности между турками, курдами и армянами в приграничных с Россией областях и, несмотря на отдельные вспышки исламского движения на начальных этапах Сарыкамышской кампании, всякую надежду на восстание мусульман Российской империи пришлось оставить
Мусульманский коллаборационизм в период Первой мировой войны выразился также в организации побегов турецких военнопленных. Губернские жандармские управления считали, что в 1915—1916 годах в Иркутске, Оренбурге и Баку были созданы специальные комитеты для отправки за границу беглых турецких офицеров — их переправляли в Османскую империю через Персию или Румынию. При помощи татарских купцов Зиннура и Шехуллаха Шафигуллиных из Читы в январе 1916 года бежал Исхан-паша.
Часть мусульман-эмигрантов поддержала Турцию. В 1915 году в Стамбуле был создан Комитет защиты прав тюркско-мусульманских народов России во главе с татарином Ю. Акчуриным. В 1915 году члены Комитета совершили поездку по странам-противникам России — Германии, Австро-Венгрии и Болгарии. В том же году члены Комитета издали в Будапеште «Меморандум Комитета защиты прав мусульманских
тюрко-татарских народов России», содержавший следующие требования:
- Полная независимость Бухарского эмирата и Хивинского ханства с возвратом им территорий. вошедших в состав Туркестанского генерал-губернаторства;
- Автономия казахам, проживавшим от Урала до Туркестана.

В 1916 году в Средней Азии произошло большое восстание против царской власти. Оно было вызвано решением царских властей мобилизовать население непризывных мусульманских народов на строительные работы в прифронтовую полосу и подстрекалось агентурой Германии. Восстание было подавлено, но план мобилизации на трудовую повинность был сорван.
Тем не менее, значительная часть российских мусульман (включая духовенство) поддержала царскую власть против единоверной Турции. В ответ на призыв шейх-уль-ислама Турции к «священной войне» против правительств Антанты, председатель Оренбургского магометанского духовного собрания Мухамедьяр Султанов призвал российских мусульман не делать этого. Обращение шейх-уль-ислама Турции не было поддержано большинством российских мусульман. Преемник Султанова Мухаммат-Сафа Баязитов в ознаменование вступления Николая II в должность Верховного главнокомандующего организовал 28 августа 1915 года с духовными лицами пяти мечетей Уфы праздничную молитву о здравии и благоденствии царской семьи и о даровании победы русскому оружию. В 1914 году акции поддержки царской власти устраивала также татарская буржуазия, верноподданнические заявления делали депутаты-мусульмане. Мобилизация мусульман (татар и башкир) в армию в 1914 году прошла спокойно. На Кавказский фронт силами русских мусульман был послан против Турции санитарный отряд. Общая численность мусульман в императорской армии во время Первой мировой войны была больше армии турецкого султана (по разным данным от 800 тыс. человек до 1,5 млн человек).

## Священнослужители на  войне
Сразу же после начала Первой мировой войны в приходах Донской епархии организовали сбор пожертвований в пользу русской армии, уже 5 декабря 1914 года архиепископ. Владимир (Синьковский) вручил посетившему Новочеркасск императору Николаю II собранные 20 тыс. рублей. Донское духовенство окормляло действующие армейские части. В «Донских Епархиальных Ведомостях» в 1914 г. был опубликован список убитых, пропавших без вести и находившихся в плену к тому времени донских священников (№ 35. С. 1773-1774). В 1914–1915 гг. донская паства собрала для нужд армии 50 тыс. рублей, духовенство – 9 тыс. рублей. В телеграмме Донскому архиепископу Митрофану (Симашкевичу) император Николай II поблагодарил жителей Области Войска Донского за патриотизм (Донские Епархиальные Ведомости 1915. № 41. С. 780). 25 августа 1915 г. в связи с наплывом на Дон беженцев был учреждён епархиальный комитет «по устройству быта беженцев и для попечения о военнопленных православного и греко-униатского исповедания» под председательством Донского архиерея (Там же. № 35. С. 703-704).
В годы Первой мировой войны, пишет кандидат исторических наук О.С. Нагорная, в немецких лагерях для военнопленных оказалось около 1,5 миллионов солдат и офицеров русской армии. В соответствии с Гаагской конвенцией, немецкие военачальники учитывали религиозную тему и предполагали, что на каждые 3000 солдат и офицеров будет один священник проводящий богослужения, не реже чем 1 раз в 2–3 недели. Для проведения молитв были задействованы не только местные пасторы, но и пленные священники. Протопресвитер русской армии Георгий Шавельский в своих воспоминаниях писал, что в плену оказалось более 100 православных священников. По его мнению, это говорит о том, что священник «находился на своем посту, а не пробавлялся в тылу, где ему не угрожала опасность». 
К концу войны коменданты немецких лагерей характеризовали пленных православных священников как «злоупотребляющих доверием, подстрекателей и носителей вражеской пропаганды». Их подозревали в отрицательном влиянии на работоспособность военнопленных, и в содействии попыткам бегства. Священник Алексей Соколов способствовал установлению запрещённых контактов между лагерями. За призывы к отказу от работ на немецких предприятиях были отстранены священники Павлович и Малиновский. Священник Арцышевский был приговорён к заключению на один год, в тюрьму за неповиновение, оскорбление начальства лагеря, за выражение недовольства немцами во время проповедей.